# Puccinia durangensis
Puccinia durangensis ist eine Ständerpilzart aus der Ordnung der Rostpilze (Pucciniales). Der Pilz ist ein Endoparasit des Süßgrases Piptochaetium fimbriatum. Symptome des Befalls durch die Art sind Rostflecken und Pusteln auf den Blattoberflächen der Wirtspflanzen. Sie ist ein Endemit Mexikos.

## Merkmale

### Makroskopische Merkmale
Puccinia durangensis ist mit bloßem Auge nur anhand der auf der Oberfläche des Wirtes hervortretenden Sporenlager zu erkennen. Sie wachsen in Nestern, die als gelbliche bis braune Flecken und Pusteln auf den Blattoberflächen erscheinen.

### Mikroskopische Merkmale
Das Myzel von Puccinia durangensis wächst wie bei allen Puccinia-Arten interzellulär und bildet Saugfäden, die in das Speichergewebe des Wirtes wachsen. Aecien oder Spermogonien der Art sind nicht bekannt. Die zimtbraunen Uredien des Pilzes wachsen meist oberseitig auf den Wirtsblättern. Ihre ebenfalls zimtbraunen Uredosporen sind 32–39 × 29–36 µm groß, kugelig bis breit eiförmig und fein stachelwarzig. Die blattoberseitig wachsenden Telien der Art sind schwarzbraun, pulverig und früh offenliegend. Die hell kastanienbraunen Teliosporen sind zweizellig, in der Regel breit eiförmig bis ellipsoid und 34–42 × 20–26 µm groß. Ihre Stiele sind farblos und bis zu 110 µm lang.

## Verbreitung
Das bekannte Verbreitungsgebiet von Puccinia durangensis umfasst lediglich die Typlokalität am Highway Mex 40 bei Durango.

## Ökologie
Die Wirtspflanze von Puccinia durangensis ist Piptochaetium fimbriatum. Der Pilz ernährt sich von den im Speichergewebe der Pflanzen vorhandenen Nährstoffen, seine Sporenlager brechen später durch die Blattoberfläche und setzen Sporen frei. Die Art verfügt über einen Entwicklungszyklus, von dem bislang lediglich Telien und Uredien sowie deren Wirt bekannt sind; Spermogonien und Aecien konnten dem Pilz nicht zugeordnet werden.